# Saepta Julia

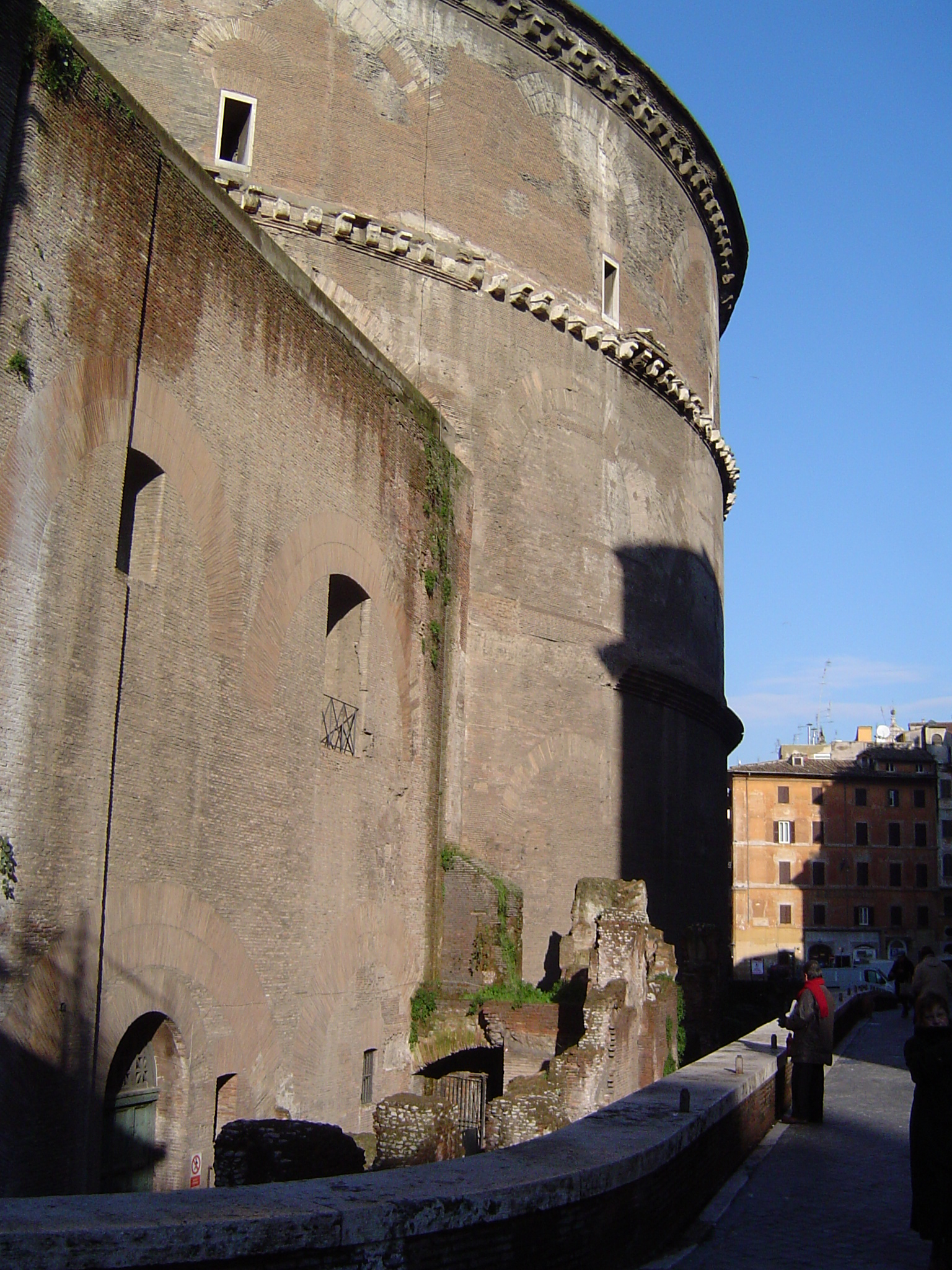
Situation des vestiges du portique des Argonautes, section nord-ouest des Saepta, juste sur le côté gauche de la rotonde du Panthéon.

Les Saepta Julia (en latin : Saepta Iulia, Porticus saeptorum, Saepta Agrippiana ou simplement Saepta ou Ovilia) forment un grand complexe composé de portiques et d'une vaste esplanade centrale, situé immédiatement à l'est du Panthéon, sur le Champ de Mars central, à Rome, et destiné aux comitia électoraux.

## Localisation
Les Saepta Iulia occupent une zone rectangulaire nettement délimitée sur le Champ de Mars, long de 300 mètres, bordé à l'est par l'Iseum campense qui les sépare de la Via Flaminia et à l'ouest par le Panthéon et les thermes d'Agrippa. Au sud, le Diribitorium forme une extension des Saepta.

## Fonction

### De la République à l'Empire:Comitiaélectoraux
Les comitia centuriata se déroulent sur le Champ de Mars depuis le Ve siècle av. J.-C., dans une zone aménagée en dehors du pomerium étant donné le lien étroit qui les unit avec l'armée centuriate de Servius Tullius. Cette zone est baptisée Saepta ou Ovilia et est associée à la Villa Publica et à l'autel de Mars (Ara Martis). Une des principales fonctions des comices centuriates est l'élection des magistrats supérieurs tels que les censeurs, les consuls et les préteurs. Au cours de la République, les Saepta accueillent également les comitia tributa électoraux qui se chargent de l'élection des magistrats mineurs.
Les Saepta Iulia reprennent la même fonction que les Saepta républicains.  Les citoyens s'y rassemblent en diverses occasions comme lorsqu'ils votent au sein des comices centuriates et des comices tributes, à l'occasion du census ou encore lors des levées militaires. La délimitation d'une zone spécifique dédiée aux opérations électorales permet l'installation d'un dispositif spécifique fixe et permanent qu'il est plus difficile de mettre en place sur des places publiques, telle que le Forum Romain ou l'aire capitoline, qui doivent rester disponibles pour d'autres activités.

### Sous l'Empire: une aire de divertissement
À partir de la fin du règne de Tibère, les comices ne semblent plus jouer aucun rôle, du moins en ce qui concerne l'élection des magistrats. Ils sont encore réunis épisodiquement pour des occasions d'ordre religieux comme les cérémonies organisées en l'honneur de personnages de la cour impériale peu après leur décès. Les comices étant peu à peu tombés en désuétude, les Saepta perdent leur fonction première. Leur espace est mis à profit pour l'organisation de spectacles, de compétitions ou pour rassembler le peuple à l'occasion d'oraison funèbre. Après le IIe siècle, les Saepta servent essentiellement de marché d'antiquités et d'œuvres d'art très fréquenté,.

## Histoire

### LesSaeptarépublicains
Les Saepta ou Ovilia sont  utilisées par les comices centuriates pour l'organisation d'élections durant la République. D'après Servius, cette zone tire son nom (Ovilia) du fait que cet espace était utilisé auparavant par les pasteurs pour faire paître des ovins. En fait, il semble que ce nom ait été donné à cette zone pour souligner la ressemblance entre les rassemblements de citoyens et l'activité d'une bergerie, les Saepta formant le « pré » associé à la Villa Publica qui prend l'allure de la bergerie proprement dite. Les premiers Saepta pourraient être bâtis sur un espace inauguré (templum) mais ce caractère sacré ne s'est peut-être limité qu'au tribunal qui s'élève à l'intérieur. Quoi qu'il en soit, le lien entre la structure des Saepta et les activités augurales est assuré et Cicéron parle de locus auspicatus.

### Les nouveauxSaepta
Vers le milieu du Ier siècle av. J.-C., peut-être dès 54 av. J.-C., Jules César projette de remplacer les antiques Saepta ou Ovilia par un complexe plus vaste et plus monumental recouvert de marbre qu'il imagine bordé par un portique, peut-être pour concurrencer le portique que Pompée a fait construire dans le prolongement de son théâtre. Il n'est pas certain que la construction débute à l'époque de César. La construction, ralentie ou interrompue par la guerre civile, est supervisée par Lépide et s'achève avant 36 av. J.-C., date à laquelle Lépide tombe en disgrâce. Les nouveaux Saepta sont dédiés et inaugurés par Marcus Vipsanius Agrippa qui ne semble n'avoir donné que la touche finale aux travaux en se contentant de placer quelques œuvres d'art. Le complexe est décoré de nombreux reliefs et peintures.

### LesSaeptaimpériaux
Avec l'avènement de l'Empire et la concentration progressive des pouvoirs en la personne de l'empereur, les comitia centuriata et  tributa perdent leur rôle législatifs même s'ils continuent de se tenir jusqu'au règne de Tibère. Les premiers empereurs, dont Auguste,, Caligula et Claude, utilisent alors l'espace considérable des Saepta pour organiser des combats de gladiateurs et des naumachies. Néron y organise des compétitions de gymnastique. Le Sénat y est convoqué une seule fois, en 17 av. J.-C. lors des Ludi Saeculares, et c'est dans les Saepta que Tibère s'adresse au peuple après son retour de campagne en Illyrie,.
Le complexe est endommagé lors de l'incendie de 80 mais est rapidement restauré puisqu'il est décrit comme fonctionnel sous le règne de Domitien. Il est de nouveau restauré sous Hadrien qui semble avoir pieusement conservé les dimensions et proportions du monument augustéen. Les Saepta sont mentionnés jusqu'à l'époque constantinienne.

### Fouilles archéologiques
Jusqu'en 1934, les connaissances topographiques du Champ de Mars antique ne permet pas la localisation des Saepta. Entre 1934 et 1937, les travaux de Guglielmo Gatti et son étude approfondie des fragments de la Forma Urbis ont permis d'éclaircir la situation. Les découvertes de Gatti permettent de localiser avec précision deux des principaux monument du Champ de Mars, dont l'emplacement et l'orientation conditionnent ceux de nombreux autres monuments : le Circus Flaminius et les Saepta. Les quelques vestiges des Saepta encore visibles aujourd'hui remontent à la restauration d'Hadrien.

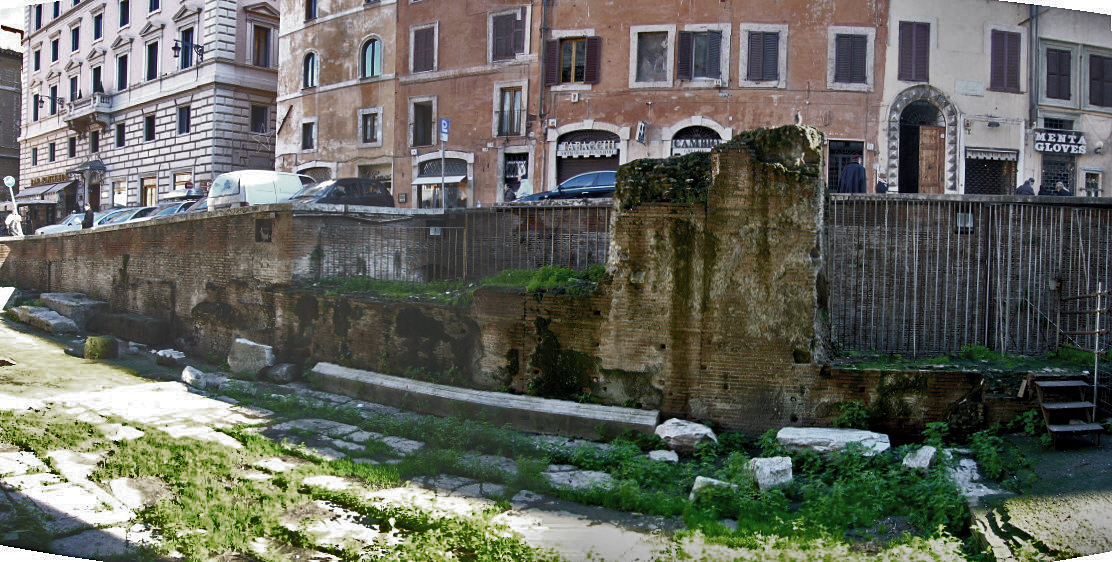
Vestiges des Saepta Iulia, Via della Minerva.
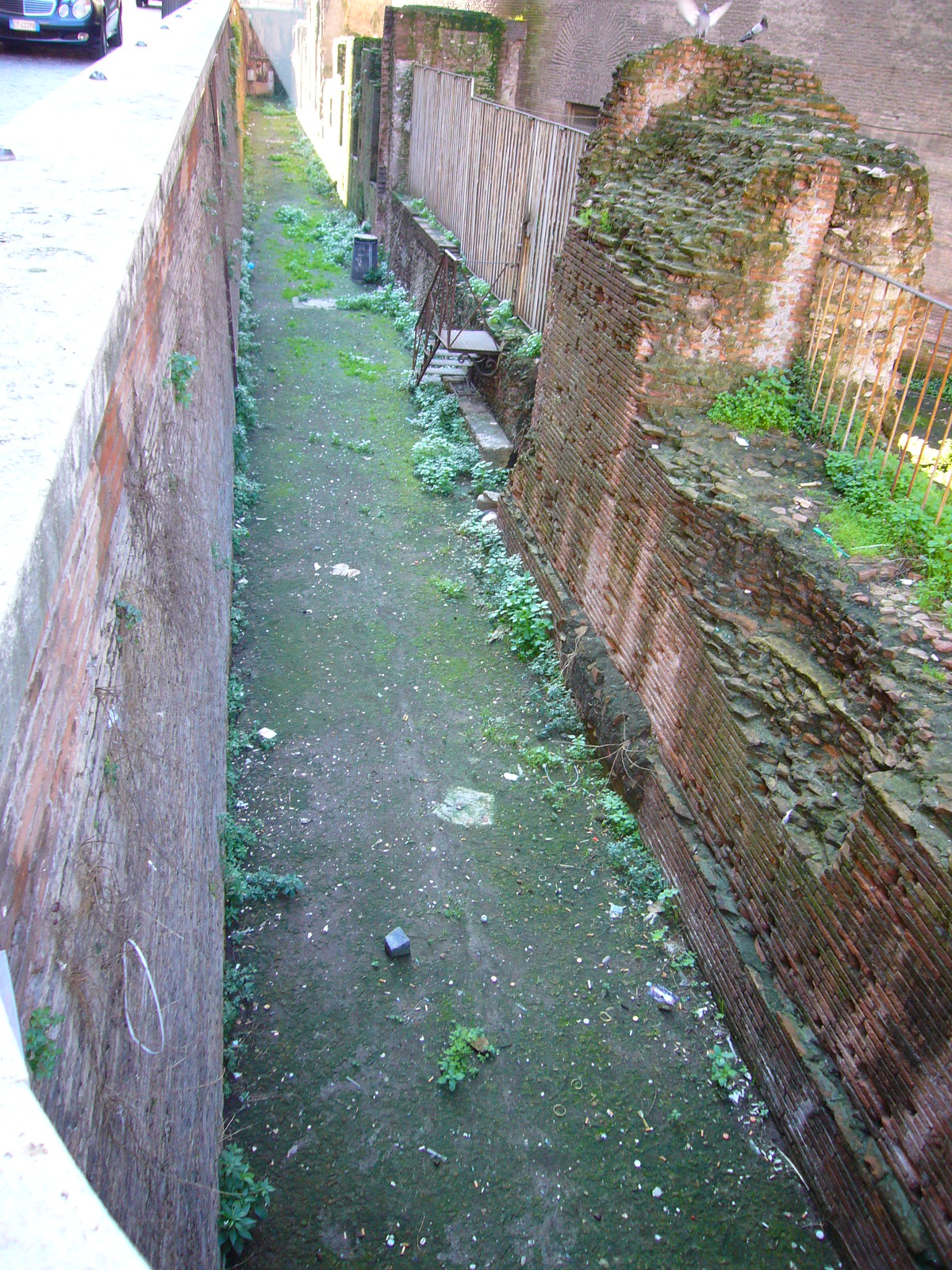
Vestiges du mur en brique d'époque hadrianique du portique des Argonautes.

## Description

### L'Ovilerépublicain
Sous la République et au début de l'Empire, la fonction spécifique d'espace de votes comitiaux devait conférer à l'édifice un aspect particulier. L'esplanade centrale est occupée par des installations amovibles divisant la surface en une série de couloirs empruntés par chaque unité électorale selon les comices réunies, c'est-à-dire par les centuries ou par les tribus. Le nom de Saepta ou Ovilia pourrait découler de l'aspect général de la place une fois ces couloirs mis en place et qui rappelle la forme des enclos destinés au bétail, plus particulièrement aux ovins.
La délimitation des couloirs a pu se faire à l'origine à l'aide de cordes ou d'éléments en matériaux légers comme le bois. Ces installations ne peuvent pas être totalement fixes puisqu'il fallait pouvoir adapter le nombre de couloir au nombre d'unités électorales qui n'est pas nécessairement le même entre nombre de centuries et nombre de tribus.

### LesSaeptade César
Les dimensions des Saepta projetés par César et inaugurés par Agrippa atteignent 310 × 120 mètres selon un axe nord-sud. L'orientation astronomique quasi parfaite de l'ensemble, héritée de l'Ovile républicain, a conditionné l'orientation des monuments de l'ensemble du Champ de Mars central.
Les deux longs côtés de l'esplanade centrale sont bordés de portiques qui semblent indépendants et qui sont cités à part dans les Régionnaires de Rome : le Porticus Meleagri à l'est et le Porticus Argonautarum à l'ouest. Ils correspondent au porticus miliaria évoqué dans des documents d'époque impériale, c'est-à-dire dont la longueur correspond à une fraction de mille (un mille romain est environ égal à 1 500 mètres). Le portique imaginé par César, si le mille de longueur annoncé est compris comme un périmètre, aurait enclos une zone près de six fois plus grande, soit des dimensions bien supérieures à l'édifice inauguré par Agrippa dont le périmètre est près de deux fois moins long. Toutefois, en prenant en compte le fait qu'il s'agisse de porticus duplices et en ne considérant que les longueurs des côtés septentrionaux, orientaux et occidentaux qui sont les seuls munis de portiques, on retrouve une mesure totale de 740 mètres, soit la moitié d'un mille romain.
L'entrée principale des Saepta est censée se trouver au nord, même si cette disposition paraît peu naturelle. On accède à un grand hall avant de sortir sur l'esplanade centrale par une des huit portes. L'édifice est bordé sur son côté méridional par le Diribitorium, espace où sont comptés les votes par les diribitores et les custodes. Les deux édifices communiquent par une série d'ouvertures le long d'une galerie. La disposition du Diribitorium par rapport aux Saepta fait penser à une extension de ces derniers mais il semble toujours désigné comme un édifice particulier.

### Le portique des Argonautes
Ce portique tire sans doute son nom d'un relief ou d'une peinture représentant Jason et ses compagnons exposée dans le portique ou à proximité immédiate. Les vestiges d'un mur de briques en opus latericium avec une série de niches rectangulaires, datant de l'époque d'Hadrien, ont été identifiés à ce portique et sont encore visibles sur le côté gauche du Panthéon. Les briques étaient alors recouvertes de marbre. Sa proximité avec le Panthéon d'Hadrien indique qu'il devait servir de corridor pour les passants souhaitant atteindre la place du Panthéon depuis les Saepta.

### Le portique de Méléagre
Le portique est identifié grâce à trois fragments de la Forma Urbis où apparaît la mention PORTICVS M-LEAGRI. Il est également mentionné dans les Régionnaires de Rome. Il a été construit en même temps que les autres monuments de la zone, entre 25 et 7 av. J.-C., et ferme les Saepta Iulia à l'ouest. Il doit probablement son nom à une œuvre d'art, peinture ou sculpture, mettant en scène le mythe de Méléagre.